# Rod Blagojevich
Milorad "Rod" Blagojevich, em sérvio Милорад "Род" Р. Благојевић, (Chicago, 10 de dezembro de 1956) é um político estadunidense, ex-governador de Illinois, e filiado ao Partido Democrata. Blagojevich foi retirado do cargo de governador por acusações de tentar vender o cargo de senador de Barack Obama. Criminoso condenado que foi o 40º governador de Illinois de 2003 a seu impeachment em 2009, após acusações de corrupção pública, pelas quais foi posteriormente condenado a uma prisão federal.

## Vida
Nascido e criado em Chicago, Blagojevich se formou na Northwestern University em 1979 e na Pepperdine University School of Law em 1983.  
Depois de se formar, ele se tornou promotor criminal no Gabinete do Ministério Público do Condado de Cook no final dos anos 1980. Um membro do Partido Democrata, Blagojevich trabalhou nas legislaturas estadual e federal. Ele atuou como congressista de Illinois de 1997 a 2003. Ele representou o 33º distrito estadual na Câmara dos Representantes de Illinois, onde aprovou principalmente políticas de lei e ordem.  
Abandonando um segundo mandato na legislatura estadual, ele representou o 5º distrito congressional de Illinois por seis anos, vencendo a reeleição duas vezes. 
Ele foi eleito governador de Illinois em 2003, o primeiro democrata a ganhar o cargo desde 1973. 
Seu primeiro mandato aumentou o financiamento da educação pública, o desenvolvimento de infraestrutura e as reformas da justiça criminal.
A reeleição em 2006 e seu segundo mandato levaram à aprovação de uma variedade de projetos de saúde, controle de armas e antidiscriminação. 
A partir de dezembro de 2008, uma investigação e julgamento consideraram Blagojevich culpado de corrupção pública depois que ele tentou solicitar subornos para ocupar a cadeira no Senado dos Estados Unidos vaga pelo então presidente eleito Barack Obama. Blagojevich sofreu impeachment em 2009, mais tarde foi condenado e, por fim, sentenciado a 14 anos de prisão federal. 
Após um apelo por sua libertação, o presidente dos EUA, Donald Trump, comutou formalmente sua sentença em 2020; embora Blagojevich tenha sido preso por quase oito anos, a ordem executiva encerrou sua sentença seis anos antes.